# 1990 FIFAワールドカップ
1990 FIFAワールドカップ（英: 1990 FIFA World Cup）は、1990年6月8日から7月8日にかけてイタリアで開催された第14回目のFIFAワールドカップである。イタリアでの開催は1934年大会以来2回目であり、メキシコで開催された1986年大会に次いで2か国目の事例となった。1988年4月から始まった予選には116の国と地域の代表チームが参加し22チームが出場権を獲得した。これに予選を免除された開催国のイタリア代表と前回優勝のアルゼンチン代表を含めた24チームが参加した。大会の公式球はエトルスコ・ユニコ、公式マスコットはサッカーボールとイタリア国旗をあしらった「チャオ」。日本放送協会の協力によりイタリア放送協会を通じて世界各国に高精細度テレビジョン放送として配信された初の大会でもある。
決勝戦は西ドイツ代表対アルゼンチン代表という2大会連続で同一カードとなったが（これは2022年大会に到るまで唯一の記録）、西ドイツ代表がアルゼンチン代表を1-0と下し3回目のワールドカップタイトルを獲得した。なお、西ドイツは1990年末に東ドイツとの再統一を控えており、西ドイツ代表としてはこれが最後の大会出場となった。チェコスロバキア代表、ユーゴスラビア代表、ソビエト連邦代表も東欧革命の影響により最後の大会出場となった。
平均得点は2.21と最低記録を更新し、決勝戦における初の退場者を含め当時としては最多記録となる16枚のレッドカードが掲示されたことから、ワールドカップの歴史上において最も退屈な大会とも評されている。
一方、開幕戦でカメルーン代表がアルゼンチン代表を下す番狂わせを演じ、アフリカ勢として初めて準々決勝進出を成し遂げるなど話題性には事欠くことはなかった。また、大会開催のためにトリノとバーリには新たにスタジアムが建設され、10のスタジアムが改築されるなど設備投資が行われた。この他、約266億9000万人の人々が視聴するなど、テレビ史上において最も注目されたスポーツイベントの一つでもあった。この大会の反省から国際サッカー連盟は1992年、守備側の選手の遅延行為を禁止するためのバックパス・ルールを導入、さらに1994 FIFAワールドカップからは攻撃的サッカーと勝利を追求するため、グループリーグにおいて新たな勝ち点制度を導入した。

## 開催国選定の経緯
1990年大会の開催国選定は、1983年7月31日にイタリア、イングランド、オーストリア、ギリシャ、ソビエト連邦、西ドイツ、フランス、ユーゴスラビアの8か国が立候補した。その1か月後、イタリア、イングランド、ギリシャ、ソ連を除くすべての国が辞退し、最終投票前の1984年初頭にイングランド、ギリシャが辞退した。
1984年5月19日にスイスのチューリヒで開催されたFIFA理事会での決選投票の結果、イタリアが11票、ソ連が5票という結果となり、1986年大会のメキシコでの開催に続き、1934年大会で開催国を務め優勝をした実績を持つイタリアでの2回目のワールドカップ開催が決まった。この投票結果について、同年にアメリカ合衆国で開催されたロサンゼルスオリンピックに対するソビエト連邦をはじめとした東欧諸国のボイコットが影響を与えたものと推測されたが、FIFAのジョアン・アベランジェ会長はこれを否定した。

## 予選

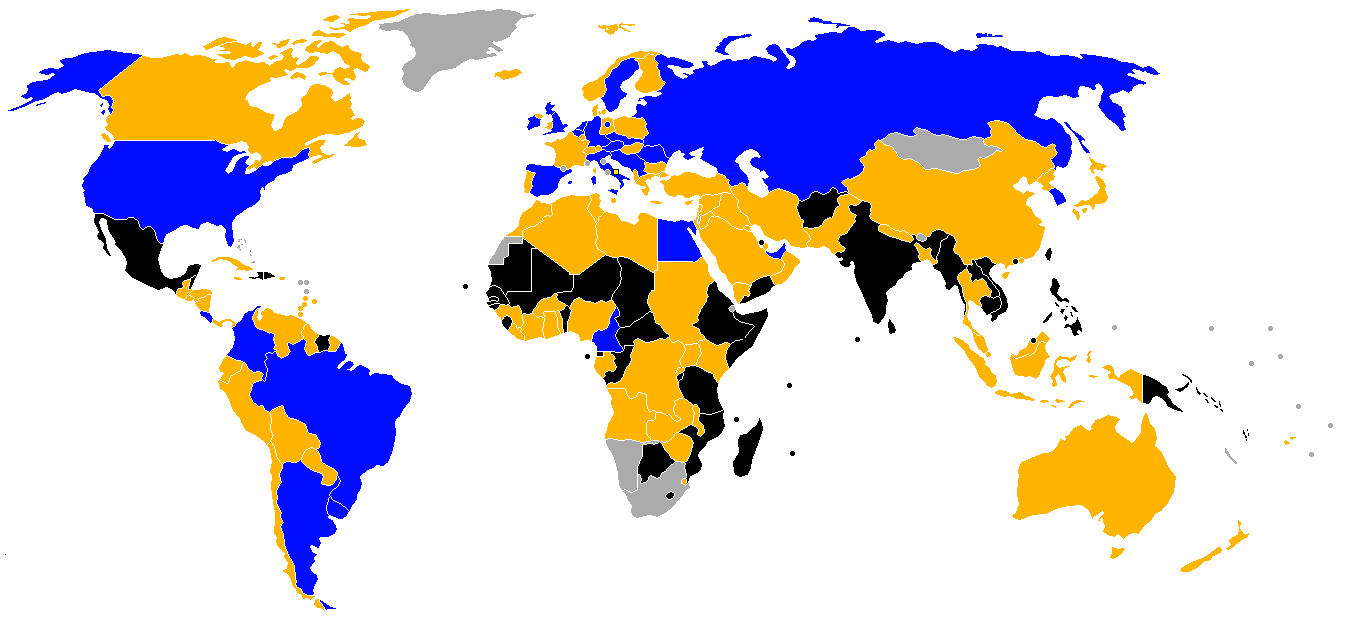
予選を通過した国
予選で敗退した国
予選を棄権した国
FIFA未加盟国

予選には116チームが参加を表明したが、出場停止処分や棄権により103チームが参加。開催国のイタリアと前回優勝国のアルゼンチンには自動的に出場権が与えられ、残りの22の出場枠が争われた。ヨーロッパには13枠、南米とアフリカとアジアと北中米カリブ海にはそれぞれ2枠が与えられ、残りは南米とオセアニアとの間でプレーオフにより決定された。最初の試合は1988年4月17日に1989 CONCACAF選手権・トリニダード・トバゴ対ガイアナ戦として行われ、トリニダード・トバゴが4-0と勝利したが、予選最後の試合は1989年11月19日に行われたトリニダード・トバゴ対アメリカ合衆国戦だった。
本予選ではメキシコとチリの2チームが国際サッカー連盟から出場停止処分を受けた。メキシコは1988年に行われたCONCACAF U-20選手権にU-20代表が出場した際に規定年齢以上の4選手を偽って出場させていた事件に対して（1988年メキシコサッカー連盟スキャンダル）、チリは南米予選のブラジル戦の際にキーパーのロベルト・ロハスが観客席から投げ込まれた発煙筒により頭部を負傷したと偽り、試合をボイコットした事件（ロハス事件）に対しての処分だった。メキシコは2年間の出場停止処分、チリはロハスの永久追放のほか1994 FIFAワールドカップ・予選への出場停止処分と罰金4万ポンドが科せられた。
コスタリカ、アイルランド、アラブ首長国連邦の3チームが初出場を果たし、長らく大会から遠ざかっていたエジプト（1934年大会以来）、アメリカ合衆国（1950年大会以来）、コロンビア（1962年大会以来）、ルーマニア（1970年大会以来）が本大会出場を果たした。その一方で前回大会において決勝トーナメントに進出したフランス、デンマーク、ポーランド、モロッコなどは予選で敗退した。

## 出場国
| 大陸連盟 | 出場 枠数 | 予選       | 組 予選順位 | 組 予選順位 | 出場国・地域     | 出場回数         | 備考       |
| -------- | --------- | ---------- | ----------- | ----------- | ---------------- | ---------------- | ---------- |
| UEFA     | 1+13      | 開催国     | 開催国      | 開催国      | イタリア         | 8大会連続12回目  |            |
| UEFA     | 1+13      | 欧州予選   | 1組         | 1位         | ルーマニア       | 5大会ぶり5回目   |            |
| UEFA     | 1+13      | 欧州予選   | 2組         | 1位         | スウェーデン     | 3大会ぶり8回目   |            |
| UEFA     | 1+13      | 欧州予選   | 2組         | 2位         | イングランド     | 3大会連続9回目   |            |
| UEFA     | 1+13      | 欧州予選   | 3組         | 1位         | ソビエト連邦     | 3大会連続7回目   |            |
| UEFA     | 1+13      | 欧州予選   | 3組         | 2位         | オーストリア     | 2大会ぶり6回目   |            |
| UEFA     | 1+13      | 欧州予選   | 4組         | 1位         | オランダ         | 3大会ぶり5回目   |            |
| UEFA     | 1+13      | 欧州予選   | 4組         | 2位         | 西ドイツ         | 10大会連続12回目 |            |
| UEFA     | 1+13      | 欧州予選   | 5組         | 1位         | ユーゴスラビア   | 2大会ぶり8回目   |            |
| UEFA     | 1+13      | 欧州予選   | 5組         | 2位         | スコットランド   | 5大会連続7回目   |            |
| UEFA     | 1+13      | 欧州予選   | 6組         | 1位         | スペイン         | 4大会連続8回目   |            |
| UEFA     | 1+13      | 欧州予選   | 6組         | 2位         | アイルランド     | 初出場           |            |
| UEFA     | 1+13      | 欧州予選   | 7組         | 1位         | ベルギー         | 3大会連続8回目   |            |
| UEFA     | 1+13      | 欧州予選   | 7組         | 2位         | チェコスロバキア | 2大会ぶり8回目   |            |
| CONMEBOL | 1+2.5     | 前回優勝国 | 前回優勝国  | 前回優勝国  | アルゼンチン     | 5大会連続10回目  |            |
| CONMEBOL | 1+2.5     | 南米予選   | 1組         | 1位         | ウルグアイ       | 2大会連続9回目   |            |
| CONMEBOL | 1+2.5     | 南米予選   | 2組         | 1位         | コロンビア       | 7大会ぶり2回目   | ○          |
| CONMEBOL | 1+2.5     | 南米予選   | 3組         | 1位         | ブラジル         | 14大会連続14回目 |            |
| CONCACAF | 2         | 最終予選   | 1位         | 1位         | コスタリカ       | 初出場           |            |
| CONCACAF | 2         | 最終予選   | 2位         | 2位         | アメリカ合衆国   | 10大会ぶり4回目  |            |
| CAF      | 2         | 最終予選   | 1組         | 1位         | エジプト         | 12大会ぶり2回目  |            |
| CAF      | 2         | 最終予選   | 2組         | 1位         | カメルーン       | 2大会ぶり2回目   |            |
| AFC      | 2         | 最終予選   | 1位         | 1位         | 韓国             | 2大会連続3回目   |            |
| AFC      | 2         | 最終予選   | 2位         | 2位         | アラブ首長国連邦 | 初出場           |            |
| OFC      | 0.5       | 地区予選   | 出場国無し  | 出場国無し  | 出場国無し       | 出場国無し       | 出場国無し |

- 備考欄の「○」は大陸間プレーオフに勝利の上、出場が決定したチーム。

## 開催都市
| ローマ                                                                      | ミラノ | ナポリ | トリノ                                                                    |
| --------------------------------------------------------------------------- | --- | --- | ------------------------------------------------------------------------- |
| スタディオ・オリンピコ                                                      | スタディオ・ジュゼッペ・メアッツァ                                                                                                   | スタディオ・サン・パオロ | スタディオ・デッレ・アルピ                                                |
| 北緯41度56分1.99秒 東経12度27分17.23秒 / 北緯41.9338861度 東経12.4547861度  | 北緯45度28分40.89秒 東経9度7分27.14秒 / 北緯45.4780250度 東経9.1242056度                                                             | 北緯40度49分40.68秒 東経14度11分34.83秒 / 北緯40.8279667度 東経14.1930083度                                                          | 北緯45度06分34.42秒 東経7度38分28.54秒 / 北緯45.1095611度 東経7.6412611度 |
| 収容人数: 84,800                                                            | 収容人数: 83,407 | 収容人数: 83,311 | 収容人数: 71,362                                                          |
|                                                                             | | |                                                                           |
| バーリ                                                                      | ローマミラノナポリトリノバーリヴェローナフィレンツェカリャリボローニャウーディネパレルモジェノヴァ1990 FIFAワールドカップ (イタリア) | ローマミラノナポリトリノバーリヴェローナフィレンツェカリャリボローニャウーディネパレルモジェノヴァ1990 FIFAワールドカップ (イタリア) | ヴェローナ                                                                |
| スタディオ・サン・ニコラ                                                    | ローマミラノナポリトリノバーリヴェローナフィレンツェカリャリボローニャウーディネパレルモジェノヴァ1990 FIFAワールドカップ (イタリア) | ローマミラノナポリトリノバーリヴェローナフィレンツェカリャリボローニャウーディネパレルモジェノヴァ1990 FIFAワールドカップ (イタリア) | スタディオ・マルカントニオ・ベンテゴディ                                  |
| 北緯41度5分5.05秒 東経16度50分24.26秒 / 北緯41.0847361度 東経16.8400722度   | ローマミラノナポリトリノバーリヴェローナフィレンツェカリャリボローニャウーディネパレルモジェノヴァ1990 FIFAワールドカップ (イタリア) | ローマミラノナポリトリノバーリヴェローナフィレンツェカリャリボローニャウーディネパレルモジェノヴァ1990 FIFAワールドカップ (イタリア) | 北緯45度26分7.28秒 東経10度58分7.13秒 / 北緯45.4353556度 東経10.9686472度 |
| 収容人数: 58,270                                                            | ローマミラノナポリトリノバーリヴェローナフィレンツェカリャリボローニャウーディネパレルモジェノヴァ1990 FIFAワールドカップ (イタリア) | ローマミラノナポリトリノバーリヴェローナフィレンツェカリャリボローニャウーディネパレルモジェノヴァ1990 FIFAワールドカップ (イタリア) | 収容人数: 43,216                                                          |
|                                                                             | ローマミラノナポリトリノバーリヴェローナフィレンツェカリャリボローニャウーディネパレルモジェノヴァ1990 FIFAワールドカップ (イタリア) | ローマミラノナポリトリノバーリヴェローナフィレンツェカリャリボローニャウーディネパレルモジェノヴァ1990 FIFAワールドカップ (イタリア) |                                                                           |
| フィレンツェ                                                                | ローマミラノナポリトリノバーリヴェローナフィレンツェカリャリボローニャウーディネパレルモジェノヴァ1990 FIFAワールドカップ (イタリア) | ローマミラノナポリトリノバーリヴェローナフィレンツェカリャリボローニャウーディネパレルモジェノヴァ1990 FIFAワールドカップ (イタリア) | カリャリ                                                                  |
| スタディオ・コムナーレ                                                      | ローマミラノナポリトリノバーリヴェローナフィレンツェカリャリボローニャウーディネパレルモジェノヴァ1990 FIFAワールドカップ (イタリア) | ローマミラノナポリトリノバーリヴェローナフィレンツェカリャリボローニャウーディネパレルモジェノヴァ1990 FIFAワールドカップ (イタリア) | スタディオ・サンテーリア                                                  |
| 北緯43度46分50.96秒 東経11度16分56.13秒 / 北緯43.7808222度 東経11.2822583度 | ローマミラノナポリトリノバーリヴェローナフィレンツェカリャリボローニャウーディネパレルモジェノヴァ1990 FIFAワールドカップ (イタリア) | ローマミラノナポリトリノバーリヴェローナフィレンツェカリャリボローニャウーディネパレルモジェノヴァ1990 FIFAワールドカップ (イタリア) | 北緯39度11分57.82秒 東経9度8分5.83秒 / 北緯39.1993944度 東経9.1349528度   |
| 収容人数: 49,000                                                            | ローマミラノナポリトリノバーリヴェローナフィレンツェカリャリボローニャウーディネパレルモジェノヴァ1990 FIFAワールドカップ (イタリア) | ローマミラノナポリトリノバーリヴェローナフィレンツェカリャリボローニャウーディネパレルモジェノヴァ1990 FIFAワールドカップ (イタリア) | 収容人数: 44,200                                                          |
|                                                                             | ローマミラノナポリトリノバーリヴェローナフィレンツェカリャリボローニャウーディネパレルモジェノヴァ1990 FIFAワールドカップ (イタリア) | ローマミラノナポリトリノバーリヴェローナフィレンツェカリャリボローニャウーディネパレルモジェノヴァ1990 FIFAワールドカップ (イタリア) |                                                                           |
| ボローニャ                                                                  | ウーディネ | パレルモ | ジェノヴァ                                                                |
| スタディオ・レナート・ダッラーラ                                            | スタディオ・フリウリ | スタディオ・ラ・ファヴォリータ | スタディオ・ルイジ・フェッラーリス                                        |
| 北緯44度29分32.33秒 東経11度18分34.80秒 / 北緯44.4923139度 東経11.3096667度 | 北緯46度4分53.77秒 東経13度12分0.49秒 / 北緯46.0816028度 東経13.2001361度                                                            | 北緯38度9分9.96秒 東経13度20分32.19秒 / 北緯38.1527667度 東経13.3422750度                                                            | 北緯44度24分59.15秒 東経8度57分8.74秒 / 北緯44.4164306度 東経8.9524278度  |
| 収容人数: 41,200                                                            | 収容人数: 42,311 | 収容人数: 40,632 | 収容人数: 44,800                                                          |
|                                                                             | | |                                                                           |

## 出場選手
この大会における1チームあたりの登録選手は、前回大会と同様に22人と定められた。大会期間中に負傷した際の登録選手の入れ替えは国際サッカー連盟の裁量の下で許可され、アルゼンチンのアンヘル・コミッソがネリー・プンピードに、イングランドのデイヴ・ビーサントがデイヴィッド・シーマンに代わって登録された。

## 審判員
34の国と地域から41人の審判員が選出され、大会を通じて主審と副審を兼任するように割り当てられた。下記の斜体字の審判員は第4審判としてのみ運用された。また、この大会は審判員が伝統的な黒色のユニフォームを着用し出場した最後の大会となったが、紺色のユニフォームを着用するスコットランドの出場した2試合においては赤色のユニフォームを着用した。
| AFC - ジャマル・アル・シャリフ - ジャシム・マンディ - 高田静夫 - ルイジ・アニョリン CAF - モハメド・ハンサル - ネジ・ジュイニ - ジャン＝フィデル・ディランバ CONCACAF - エドガルド・コデサル - ヴィンセント・モーロ - ベルニ・ウジョア・モレラ CONMEBOL - フアン・ダニエル・カルデリーニョ - アルマンド・ペレス・オヨス - エリアス・ハコメ - フアン・カルロス・ロウスタウ - カルロス・マシエル - エルナン・シルバ - ジョゼ・ロベルト・ライト OFC - リチャード・ロレンツ | UEFA - エミリオ・ソリアーノ・アラドレン - ジョージ・コートニー - ピエトロ・デ・エリア - エリック・フレドリクソン - ジークフリート・キルシェン - ヘルムート・コール - トゥリオ・ラネーゼ - ミハウ・リストキエヴィチ - ロザリオ・ロ・ベッロ - カルロ・ロンギ - ピエルルイジ・マーニ - ペーター・ミケルセン - ピエルルイジ・パイレット - ゾラン・ペトロヴィッチ - ジョエル・キニウ - クルト・レトリスベルガー - アーロン・シュミットフーバー - カルロス・シルヴァ・ヴァレンテ - ジョージ・スミス - アラン・スノディ - アレクセイ・スピーリン - マルセル・ファン・ランゲンホーフェ - ミシェル・ヴォートロ |

## 組み合わせ

### シード分け
大会シードの6チームは1989年12月7日に発表された。各シードは1986 FIFAワールドカップの成績を考慮して決定され、残りの18チームも併せて6チームごと4つのグループに振り分けられた。
第1シードには開催国のイタリアが選ばれ開催都市としてローマが割り当てられた。第2シードには前回優勝のアルゼンチンが選ばれ開催都市としてナポリが割り当てられた。第3シードにはブラジルが選ばれ、開催都市としてはミラノを希望していたがトリノが割り当てられた。第4シードには西ドイツが選ばれ、開催都市としてはドイツ人観光客の多いヴェローナを希望していたが代わりにミラノが割り当てられた。第5シードのベルギーはヴェローナでの開催が割り当てられた。第6シードにはイングランドが選ばれたが、多くの専門家からはスペインが第6シードに値するチームと考えられており意外な結果として受け止められた。イングランドがシードに選ばれた理由としては、フーリガン対策のためにサルデーニャ島のカリャリにチームと暴力的サポーターごと隔離するためだと推測されたが、スペインのルイス・スアレス監督は「イングランドをカリャリに隔離することを望む者の計略のために、我々は欺かれたと感じている」と主張した。
| シード | ポット1                                                                       | ポット2                                                                               | ポット3                                                                             |
| --- | ----------------------------------------------------------------------------- | ------------------------------------------------------------------------------------- | ----------------------------------------------------------------------------------- |
| イタリア (1st) · アルゼンチン (2nd) · ブラジル (3rd) · 西ドイツ (4th) · ベルギー (5th) · イングランド (6th) | カメルーン · コスタリカ · エジプト · 韓国 · アラブ首長国連邦 · アメリカ合衆国 | コロンビア · チェコスロバキア · アイルランド · ルーマニア · スウェーデン · ウルグアイ | オーストリア · オランダ · スコットランド · スペイン · ソビエト連邦 · ユーゴスラビア |

### 組み合わせ抽選
組み合わせ抽選会は1989年12月9日、ローマのパラツェット・デロ・スポルトにおいて、あらかじめ定められた4つのグループからの抽選が行われた。従来の抽選会は質素で簡潔な催しだったが、国際サッカー連盟事務総長のゼップ・ブラッター、女優のソフィア・ローレン、オペラ歌手のルチアーノ・パバロッティ、サッカー選手のペレ、ボビー・ムーア、カール＝ハインツ・ルンメニゲがドロワーとして参加し、大会公式テーマソング「トゥ・ビー・ナンバーワン」を手掛けたエドアルド・ベンナートとジャンナ・ナンニーニがライブ演奏を行うなど、大掛かりなイベントとして催された。

## 大会の経過
大会は1986 FIFAワールドカップと同じ競技方式で行われた。24チームが参加し、4チームごとに6つのグループに分けられた。各グループの1位と2位の12チームと3位チームの中から成績が優秀な順に4チームの合計16チームが決勝トーナメントに進出した。
西ドイツ
西ドイツはローター・マテウス、ユルゲン・クリンスマン、アンドレアス・ブレーメが所属するインテルナツィオナーレ・ミラノの本拠地・ミラノで5試合を行うアドバンテージもあり、初戦のユーゴスラビア戦で4-1と大勝すると、2勝1分けの成績で首位でグループリーグを通過。決勝トーナメント1回戦で優勝候補のオランダを2-1と下すなど安定した戦いぶりを見せ、前々回の1982年大会や前回の1986年大会に続き3大会連続で決勝進出。決勝ではアルゼンチンを1-0と下し3回目の優勝を成し遂げ、ブラジルとイタリアと並ぶワールドカップ最多優勝国となった。また、監督を務めたフランツ・ベッケンバウアーはマリオ・ザガロに次いで、選手と監督の両方でワールドカップ優勝を成し遂げた人物となった。西ドイツは3-5-2フォーメーションを採用し、中盤の深い位置でゲームをコントロールしつつ機を見て前線へと攻め上がりスルーパスやミドルシュートを狙うマテウスを軸に、クリンスマンとルディ・フェラーの2トップ、活動量の豊富な両ウイングバックのシュテファン・ロイターとブレーメ、後方の守備を統率しマテウスと共にチームの軸となったクラウス・アウゲンターラーをはじめ、ユルゲン・コーラーやギド・ブッフバルトらの守備陣を擁するなど攻守のバランスが取れたチームだった。
アルゼンチン
前回優勝国のアルゼンチンは初戦のカメルーン戦で0-1と敗れ、左足首の負傷を抱えるディエゴ・マラドーナが精彩を欠いた状態だったが、グループリーグ3位で決勝トーナメントに進出。1回戦のブラジル戦では終始劣勢な試合展開ながら、マラドーナのチャンスメイクからクラウディオ・カニーヒアの得点を生み出し1-0と勝利。グループリーグ第2戦のソビエト連邦戦で骨折したネリー・プンピードに代わって正キーパーとなったセルヒオ・ゴイコチェアの活躍もあり準々決勝ではユーゴスラビア、準決勝ではイタリアをPK戦の末に下して2大会連続で決勝へ進出した。西ドイツとの決勝ではカニーヒアをはじめ主力選手4人を累積警告で欠き、試合終盤の85分にブレーメのペナルティーキックにより失点し敗退した。この試合ではペドロ・モンソンは危険なプレーにより、グスタボ・デゾッティは西ドイツのコーラーに対する暴力行為により共に一発退場、ワールドカップ決勝の歴史上初の退場者となった。
イタリア
地元のイタリアは前回大会を経験したジャンルカ・ヴィアリがエースに成長していたものの右足の怪我を抱え、有望な若手選手のロベルト・バッジョは起用法を巡り監督のアゼリオ・ビチーニとの間で折り合いが付かず、遅咲きのストライカーのサルヴァトーレ・スキラッチは国際大会での経験が不足していた。大会に入るとヴィアリに代わってバッジョとスキラッチのペアが揃って結果を残し、キーパーのワルテル・ゼンガやリベロのフランコ・バレージをはじめとした守備陣が無失点に抑え準決勝へ進出した。迎えた準決勝のアルゼンチン戦は相手のエースのマラドーナが所属するSSCナポリの本拠地・ナポリでの試合となったが、PK戦の末に敗退した。この試合においてヴィアリの起用にこだわり、好調を維持していたバッジョを先発から外したビチーニの采配は批判の対象となった。一方、スキラッチは全6試合で得点を決め通算6得点をあげて得点王となり、最優秀選手に送られるアディダスゴールデンボール賞にも選ばれた。スキラッチは大会前は無名に近い存在だったが、この活躍により大会を象徴する存在となった。また、ゼンガはグループリーグ初戦のオーストリア戦からアルゼンチン戦に至るまで517分間連続無失点のワールドカップ記録を残した。
イングランド
イングランドはフーリガン対策のためにグループリーグの3試合をサルデーニャ島のカリャリで行うことを余儀なくされた。グループリーグでは4チームが2引き分けで並ぶ事態となったが、第3戦のエジプト戦で1-0で勝利したことでグループを首位で突破。主将を務めるブライアン・ロブソンがグループリーグ第2戦でアキレス腱を痛め帰国するアクシデントに見舞われながらも、ゲームメーカーを務めるポール・ガスコインの技術と活力に牽引され、決勝トーナメント1回戦ではデビッド・プラットの決勝点でベルギー戦を、準々決勝ではプラットとゲーリー・リネカーの2得点でカメルーンを下し、1966年イングランド大会以来のベスト4進出を決めた。準決勝では伝統的ライバルの西ドイツにPK戦の末に敗れたが、決勝進出を逃し涙を流すガスコインの姿は大会を象徴するシーンの一つと評されている。また、ボビー・ロブソン監督の下、大会期間中に従来の4-4-2フォーメーションから3-5-2フォーメーションへと転換した。ロブソンの試みは過去に前例がなく物議を醸したが、選手は試合時のシステム変更、ポジション修正に適応する柔軟性を見せた。
カメルーン
カメルーンはアフリカネイションズカップ優勝後に監督のクロード・ル・ロワが退任し、ソ連出身のヴァレリー・ニポムニシを新監督に迎えたが適応できず、正キーパーのジョセフ＝アントワーヌ・ベルがチーム批判を行うなど、内紛を抱えた状態だった。一方、グループリーグ初戦で前回優勝国のアルゼンチンを1-0と破るなどワールドカップ史上に残る番狂わせを見せた。また、第一線でのプレーから退きレユニオンのクラブに所属していた38歳のロジェ・ミラが大統領の要請により代表に復帰しスーパーサブ的役割を担うと、グループリーグ第2戦のルーマニア戦では途中交代から2得点をあげ2-1と勝利。決勝トーナメント1回戦のコロンビア戦でもミラが2得点をあげる活躍を見せ、延長戦の末に2-1と下しアフリカ勢として初めて準々決勝に進出した。準々決勝のイングランド戦では試合途中まで2対1とリードしたが、延長戦の末に2-3で敗れた。
ユーゴスラビア
ユーゴスラビアはグループリーグ初戦の西ドイツ戦において、スイーパーのダヴォル・ヨジッチとストッパーのファルク・ハジベギッチのポジションを入れ替える奇策に出るも1-4と完敗。第2戦以降、イビチャ・オシム監督の下で態勢を立て直し決勝トーナメントに進出すると、1回戦のスペイン戦ではドラガン・ストイコビッチの技巧もあり延長戦の末に2-1と勝利。準々決勝のアルゼンチン戦では前半31分に退場者を出し数的不利な状況での戦いを余儀なくされたが、ストイコビッチのボールキープとチャンスメイク、個々の選手の柔軟な守備対応により互角の勝負を演じた。試合は延長戦の末に0-0と引分け、PK戦の結果、準決勝進出を逃した。
アイルランドとコスタリカ
初出場組ではジャッキー・チャールトン監督に率いられたアイルランドが古典的なロングボール戦法の徹底と、キーパーのパット・ボナーの活躍もあり、1勝も挙げることなく準々決勝進出を果たした。ボラ・ミルティノビッチ監督に率いられたコスタリカ代表は大会前に「グループ最弱」の評価を受けていたが、キーパーのルイス・ガベロ・コネホの活躍もあり、グループリーグ初戦でスコットランドを1-0と下す番狂わせを演じ、第3戦ではスウェーデンを2-1と下しグループ2位で決勝トーナメントに進出。1回戦のチェコスロバキア戦ではキーパーのコネホを負傷で欠いたことが響き1-4で敗れた。
オランダ
オランダはUEFA欧州選手権1988優勝メンバーのルート・フリット、マルコ・ファン・バステン、フランク・ライカールト、ロナルド・クーマンらを擁し優勝候補と目された。その一方でフリットは1年間に2度の右膝の手術を行い実戦から遠ざかったため、大会出場を危ぶまれていた。また、監督人事を巡るオランダサッカー協会内の内紛、駆け引きも代表チームの成績に影響を及ぼしていた。大会に入りフリットは復調の兆しを見せたものの、ファン・バステンのコンディションは芳しくなく、グループリーグを3戦3引き分け、同じく3分けの成績で総得点と総失点で並んだアイルランドとのグループリーグ2位をかけた抽選にも敗れグループリーグ3位で決勝トーナメント進出。決勝トーナメント1回戦では西ドイツと対戦し好試合を演じたが、守備の要のライカールトが相手フォワードのフェラーとのトラブルが基で退場した影響もあり1-2で敗れた。
ブラジル
ブラジルは前年のコパ・アメリカにおいてセバスティアン・ラザロニ監督の下、従来の4バックによるラインディフェンスから後方にスイーパーを配する3-5-2フォーメーションへと転換、ロマーリオとベベットの2トップを擁し優勝をした。その一方で、チームは個々の能力は評価をされたものの、「創造性に欠く」「ヨーロッパ以上にヨーロッパ的なチーム」と評された。大会に入るとロマーリオとベベットに代わり、カレカとミューレルの2トップが出場機会を掴み、グループリーグを3連勝で突破すると決勝トーナメント1回戦では前回優勝国のアルゼンチンとの対戦となった。この試合においてブラジルは終始ボールを支配し優勢に試合を進めながら得点をあげることが出来ず、81分にカニーヒアの得点を許し0-1で敗退した。左ウイングバックのブランコはアルゼンチン首脳陣の奸計に陥り睡眠薬入りペットボトルを手渡されたことに、監督のラザロニは攻撃陣のタレントの欠如に敗因を求めたが、一部のメディアはラザロニの採用した守備的戦術のために攻撃時における中盤のサポートを奪い、前線の選手を孤立させる結果を招いたと指摘した。

## 評価

### 肯定的評価
カメルーンは開幕戦で前回優勝国のアルゼンチンを下す番狂わせを演じ、アフリカ勢として初めて準々決勝に進出を成し遂げた。カメルーンの快進撃は将来的なアフリカ勢の台頭を想起させるものであり、一部の専門家からは「20世紀のうちにアフリカ勢が優勝するだろう」と評された。また、コスタリカについては前回優勝国を下したカメルーンほどのインパクトは残せなかったものの、グループリーグ初戦においてスコットランドを下した試合は驚きをもって迎えられた。
この他、決勝トーナメント1回戦の西ドイツ対オランダ戦は好試合と評されているが、専門家のブライアン・グランヴィルは「おそらくワールドカップ史上に残る試合であり、後に我々を悩ませることになるあの凡戦よりも遥かに決勝戦に相応しい」と評した。

### 否定的評価
この大会では「大会の肥大化」に伴う競技レベルの低下のみならず多くの問題が浮き彫りとなったことから、英国放送協会は「守備的サッカーが横行したワールドカップ史上最悪の大会」と評している。一方、守備的な風潮を食い止めるための大掛かりなルール改正への分岐点となり、国際サッカー連盟 (FIFA) により対策が講じられることになった。
決勝戦初の退場者
決勝戦の西ドイツ対アルゼンチン戦は、主力選手4人を累積警告で欠くアルゼンチンの守備的戦術を西ドイツ攻撃陣が崩しきれず。後半に入りアルゼンチンが2人の退場者を出すなど荒れた展開となり、決勝点となったペナルティーキックの判定は微妙なものだった。この試合について専門家のグランヴィルは「ワールドカップ史上において最も退屈で、荒んだ試合」、専門家の賀川浩は「決勝での最少得点は初めてのことだし、退場処分も前例がない。エンターテインメントとしては華やかさに欠けた」、『ニューヨーク・タイムズ』紙は「酷い勝利、酷い敗戦、全く酷い試合」と評した。
得点力の低下
大会の総得点は115、1試合あたりに換算すると平均2.21点。これはワールドカップ史上最低の数字だった。こうした反省から攻撃的サッカーを推奨するため、「ゴールマウスの拡大」「スターティングメンバーの削減」などさまざまな改革案が打ち出されたが、1992年にゴールキーパーへバックパスを行うことによる遅延行為を抑止するためのバックパス・ルールを制定した。さらに、オフサイドルールについても1994年に攻撃側に有利に作用する内容へと改訂された。また、勝ち点制度についても積極的に勝利を目指すことを推奨するため勝利した場合には勝ち点3を付与することになった。
判定基準を巡る混乱
大会に際してFIFAは悪質なプレーの抑止と攻撃的サッカーの推奨を目的とし「ゴールへ向かって独走する選手を手を使って阻止した場合は即退場」「フリーキックの場面で守備側の選手が10ヤード離れようとしない場合は警告」などの基準を設けた。一方、この基準は競技規則について審議する国際評議会において協議されることなく、ワールドカップの開幕前日にほぼ予告なしに導入されたものだった。そのため審判や選手はこの基準に対応することができず、警告者数は前回大会の133から162、退場者数は前回大会の8から15と倍増する結果となった。また、大会を通じて線審のミスも目立ったことから、それまで一人の審判が主審と線審を兼ねることが慣例だった審判制度を改定し、線審の専門化が執り行われることになった。

## 結果
1990年当時における勝ち点の計算方法は、勝利の場合勝ち点2、引き分けの場合1であったため、以下この勝ち点を適用して結果を記す。

### グループリーグ

#### グループ A
| 順 位 | チーム           | 勝 点 | 試 合 | 勝 利 | 引 分 | 敗 戦 | 得 点 | 失 点 | 点 差 |
| ----- | ---------------- | ----- | ----- | ----- | ----- | ----- | ----- | ----- | ----- |
| 1     | イタリア         | 6     | 3     | 3     | 0     | 0     | 4     | 0     | +4    |
| 2     | チェコスロバキア | 4     | 3     | 2     | 0     | 1     | 6     | 3     | +3    |
| 3     | オーストリア     | 2     | 3     | 1     | 0     | 2     | 2     | 3     | -1    |
| 4     | アメリカ合衆国   | 0     | 3     | 0     | 0     | 3     | 2     | 8     | -6    |

| 1990年6月9日 21:00 |

| イタリア        | 1 - 0    | オーストリア |
| スキラッチ 78分 | レポート |              |

| スタディオ・オリンピコ（ローマ） 観客数: 73,303人 主審: ジョゼ・ロベルト・ライト |

| 1990年6月10日 17:00 |

| アメリカ合衆国    | 1 - 5    | チェコスロバキア                                                           |
| カリギュウリ 61分 | レポート | スクラビー 25分, 78分 · ビレク 39分 (PK) · ハシェック 50分 · ルホビー 90分 |

| スタディオ・コムナーレ（フィレンツェ） 観客数: 33,266人 主審: クルト・レトリスベルガー |

| 1990年6月14日 21:00 |

| イタリア          | 1 - 0    | アメリカ合衆国 |
| ジャンニーニ 11分 | レポート |                |

| スタディオ・オリンピコ（ローマ） 観客数: 73,423人 主審: エドガルド・コデサル |

| 1990年6月15日 17:00 |

| オーストリア | 0 - 1    | チェコスロバキア |
|              | レポート | ビレク 30分 (PK) |

| スタディオ・コムナーレ（フィレンツェ） 観客数: 38,962人 主審: ジョージ・スミス |

| 1990年6月19日 21:00 |

| イタリア                       | 2 - 0    | チェコスロバキア |
| スキラッチ 9分 · バッジョ 78分 | レポート |                  |

| スタディオ・オリンピコ（ローマ） 観客数: 73,303人 主審: ジョエル・キニウ |

| 1990年6月19日 21:00 |

| オーストリア                  | 2 - 1    | アメリカ合衆国 |
| オグリス 52分 · ロダクス 65分 | レポート | マーレイ 85分  |

| スタディオ・コムナーレ（フィレンツェ） 観客数: 34,857人 主審: ジャマル・アル・シャリフ |

#### グループ B
| 順 位 | チーム       | 勝 点 | 試 合 | 勝 利 | 引 分 | 敗 戦 | 得 点 | 失 点 | 点 差 |
| ----- | ------------ | ----- | ----- | ----- | ----- | ----- | ----- | ----- | ----- |
| 1     | カメルーン   | 4     | 3     | 2     | 0     | 1     | 3     | 5     | -2    |
| 2     | ルーマニア   | 3     | 3     | 1     | 1     | 1     | 4     | 3     | +1    |
| 3     | アルゼンチン | 3     | 3     | 1     | 1     | 1     | 3     | 2     | +1    |
| 4     | ソビエト連邦 | 2     | 3     | 1     | 0     | 2     | 4     | 4     | 0     |

| 1990年6月8日 18:00 |

| アルゼンチン | 0 - 1    | カメルーン          |
|              | レポート | オマン＝ビイク 67分 |

| スタディオ・サン・シーロ（ミラノ） 観客数: 73,780人 主審: ミシェル・ヴォートロ |

| 1990年6月9日 17:00 |

| ソビエト連邦 | 0 - 2    | ルーマニア                   |
|              | レポート | ラカトゥシュ 42分, 57分 (PK) |

| スタディオ・サン・ニコラ（バーリ） 観客数: 42,907人 主審: フアン・ダニエル・カルデリーニョ |

| 1990年6月13日 21:00 |

| アルゼンチン                      | 2 - 0    | ソビエト連邦 |
| トログリオ 27分 · ブルチャガ 79分 | レポート |              |

| スタディオ・サン・パオロ（ナポリ） 観客数: 55,759人 主審: エリック・フレドリクソン |

| 1990年6月14日 17:00 |

| カメルーン      | 2 - 1    | ルーマニア    |
| ミラ 76分, 86分 | レポート | バリント 88分 |

| スタディオ・サン・ニコラ（バーリ） 観客数: 38,687人 主審: エルナン・シルバ |

| 1990年6月18日 21:00 |

| カメルーン | 0 - 4    | ソビエト連邦                                                                      |
|            | レポート | プロタソフ 20分 · ジグマントビッチ 29分 · ザバロフ 59分 · ドブロヴォリスキー 63分 |

| スタディオ・サン・ニコラ（バーリ） 観客数: 37,307人 主審: ジョゼ・ロベルト・ライト |

| 1990年6月18日 21:00 |

| アルゼンチン  | 1 - 1    | ルーマニア    |
| モンソン 63分 | レポート | バリント 68分 |

| スタディオ・サン・パオロ（ナポリ） 観客数: 52,733人 主審: カルロス・シルヴァ・ヴァレンテ |

#### グループ C
| 順 位 | チーム         | 勝 点 | 試 合 | 勝 利 | 引 分 | 敗 戦 | 得 点 | 失 点 | 点 差 |
| ----- | -------------- | ----- | ----- | ----- | ----- | ----- | ----- | ----- | ----- |
| 1     | ブラジル       | 6     | 3     | 3     | 0     | 0     | 4     | 1     | +3    |
| 2     | コスタリカ     | 4     | 3     | 2     | 0     | 1     | 3     | 2     | +1    |
| 3     | スコットランド | 2     | 3     | 1     | 0     | 2     | 2     | 3     | -1    |
| 4     | スウェーデン   | 0     | 3     | 0     | 0     | 3     | 3     | 6     | -3    |

| 1990年6月10日 21:00 |

| ブラジル          | 2 - 1    | スウェーデン  |
| カレカ 40分, 63分 | レポート | ブロリン 79分 |

| スタディオ・デッレ・アルピ（トリノ） 観客数: 62,628人 主審: トゥリオ・ラネーゼ |

| 1990年6月11日 17:00 |

| コスタリカ      | 1 - 0    | スコットランド |
| カジャッソ 49分 | レポート |                |

| スタディオ・ルイジ・フェッラーリス（ジェノヴァ） 観客数: 30,867人 主審: フアン・カルロス・ロウスタウ |

| 1990年6月16日 17:00 |

| ブラジル        | 1 - 0    | コスタリカ |
| ミューレル 33分 | レポート |            |

| スタディオ・デッレ・アルピ（トリノ） 観客数: 58,007人 主審: ネジ・ジュイニ |

| 1990年6月16日 21:00 |

| スウェーデン      | 1 - 2    | スコットランド                           |
| ストレンベリ 86分 | レポート | マッコール 10分 · ジョンストン 80分 (PK) |

| スタディオ・ルイジ・フェッラーリス（ジェノヴァ） 観客数: 31,823人 主審: カルロス・マシエル |

| 1990年6月20日 21:00 |

| スウェーデン        | 1 - 2    | コスタリカ                          |
| エクストレーム 32分 | レポート | フローレス 75分 · メドフォード 88分 |

| スタディオ・ルイジ・フェッラーリス（ジェノヴァ） 観客数: 30,223人 主審: ゾラン・ペトロヴィッチ |

| 1990年6月20日 21:00 |

| ブラジル        | 1 - 0    | スコットランド |
| ミューレル 82分 | レポート |                |

| スタディオ・デッレ・アルピ（トリノ） 観客数: 62,502人 主審: ヘルムート・コール |

#### グループ D
| 順 位 | チーム           | 勝 点 | 試 合 | 勝 利 | 引 分 | 敗 戦 | 得 点 | 失 点 | 点 差 |
| ----- | ---------------- | ----- | ----- | ----- | ----- | ----- | ----- | ----- | ----- |
| 1     | 西ドイツ         | 5     | 3     | 2     | 1     | 0     | 10    | 3     | +7    |
| 2     | ユーゴスラビア   | 4     | 3     | 2     | 0     | 1     | 6     | 5     | +1    |
| 3     | コロンビア       | 3     | 3     | 1     | 1     | 1     | 3     | 2     | +1    |
| 4     | アラブ首長国連邦 | 0     | 3     | 0     | 0     | 3     | 2     | 11    | -9    |

| 1990年6月9日 17:00 |

| アラブ首長国連邦 | 0 - 2    | コロンビア                      |
|                  | レポート | レディン 50分 · バルデラマ 86分 |

| スタディオ・レナート・ダッラーラ（ボローニャ） 観客数: 30,791人 主審: ジョージ・コートニー |

| 1990年6月10日 21:00 |

| 西ドイツ                                                | 4 - 1    | ユーゴスラビア |
| マテウス 29分, 65分 · クリンスマン 39分 · フェラー 71分 | レポート | ヨジッチ 55分  |

| スタディオ・サン・シーロ（ミラノ） 観客数: 74,765人 主審: ペーター・ミケルセン |

| 1990年6月14日 17:00 |

| ユーゴスラビア | 1 - 0    | コロンビア |
| ヨジッチ 75分  | レポート |            |

| スタディオ・レナート・ダッラーラ（ボローニャ） 観客数: 32,257人 主審: ルイジ・アニョリン |

| 1990年6月15日 21:00 |

| 西ドイツ                                                              | 5 - 1    | アラブ首長国連邦 |
| フェラー 35分, 75分 · クリンスマン 36分 · マテウス 47分 · バイン 59分 | レポート | イスマイル 46分  |

| スタディオ・サン・シーロ（ミラノ） 観客数: 71,169人 主審: アレクセイ・スピーリン |

| 1990年6月19日 17:00 |

| 西ドイツ            | 1 - 1    | コロンビア    |
| リトバルスキー 88分 | レポート | リンコン 90分 |

| スタディオ・サン・シーロ（ミラノ） 観客数: 72,510人 主審: アラン・スノディ |

| 1990年6月19日 17:00 |

| ユーゴスラビア                                            | 4 - 1    | アラブ首長国連邦 |
| スシッチ 8分 · パンチェフ 9分, 46分 · プロシネチュキ 90分 | レポート | ターニ 23分      |

| スタディオ・レナート・ダッラーラ（ボローニャ） 観客数: 27,833人 主審: 高田静夫 |

#### グループ E
| 順 位 | チーム     | 勝 点 | 試 合 | 勝 利 | 引 分 | 敗 戦 | 得 点 | 失 点 | 点 差 |
| ----- | ---------- | ----- | ----- | ----- | ----- | ----- | ----- | ----- | ----- |
| 1     | スペイン   | 5     | 3     | 2     | 1     | 0     | 5     | 2     | +3    |
| 2     | ベルギー   | 4     | 3     | 2     | 0     | 1     | 6     | 3     | +3    |
| 3     | ウルグアイ | 3     | 3     | 1     | 1     | 1     | 2     | 3     | -1    |
| 4     | 韓国       | 0     | 3     | 0     | 0     | 3     | 1     | 6     | -5    |

| 1990年6月12日 17:00 |

| ベルギー                            | 2 - 0    | 韓国 |
| デグリース 53分 · デ・ウォルフ 64分 | レポート |      |

| スタディオ・マルカントニオ・ベンテゴディ（ヴェローナ） 観客数: 32,790人 主審: ヴィンセント・モーロ |

| 1990年6月13日 17:00 |

| ウルグアイ | 0 - 0    | スペイン |
|            | レポート |          |

| スタディオ・フリウリ（ウーディネ） 観客数: 35,713人 主審: ヘルムート・コール |

| 1990年6月17日 21:00 |

| 韓国        | 1 - 3    | スペイン                  |
| 皇甫官 42分 | レポート | ミチェル 22分, 61分, 81分 |

| スタディオ・フリウリ（ウーディネ） 観客数: 32,733人 主審: エリアス・ハコメ |

| 1990年6月17日 21:00 |

| ベルギー                                                  | 3 - 1    | ウルグアイ          |
| クライシュテルス 16分 · シーフォ 22分 · クーレマンス 48分 | レポート | ベンゴエチェア 74分 |

| スタディオ・マルカントニオ・ベンテゴディ（ヴェローナ） 観客数: 33,759人 主審: ジークフリート・キルシェン |

| 1990年6月21日 17:00 |

| ベルギー              | 1 - 2    | スペイン                         |
| ヴェルヴォールト 28分 | レポート | ミチェル 20分 (PK) · ゴリス 37分 |

| スタディオ・マルカントニオ・ベンテゴディ（ヴェローナ） 観客数: 35,950人 主審: フアン・カルロス・ロウスタウ |

| 1990年6月21日 17:00 |

| 韓国 | 0 - 1    | ウルグアイ      |
|      | レポート | フォンセカ 90分 |

| スタディオ・フリウリ（ウーディネ） 観客数: 29,039人 主審: トゥリオ・ラネーゼ |

#### グループ F
| 順 位 | チーム       | 勝 点 | 試 合 | 勝 利 | 引 分 | 敗 戦 | 得 点 | 失 点 | 点 差 |
| ----- | ------------ | ----- | ----- | ----- | ----- | ----- | ----- | ----- | ----- |
| 1     | イングランド | 4     | 3     | 1     | 2     | 0     | 2     | 1     | +1    |
| 2     | アイルランド | 3     | 3     | 0     | 3     | 0     | 2     | 2     | 0     |
| 3     | オランダ     | 3     | 3     | 0     | 3     | 0     | 2     | 2     | 0     |
| 4     | エジプト     | 2     | 3     | 0     | 2     | 1     | 1     | 2     | -1    |

※くじ引きによりアイルランドがグループ2位、オランダがグループ3位となった。
| 1990年6月11日 21:00 |

| イングランド | 1 - 1    | アイルランド  |
| リネカー 8分 | レポート | シーディ 72分 |

| スタディオ・サンテーリア（カリャリ） 観客数: 35,238人 主審: アロン・シュミットフーバー |

| 1990年6月12日 21:00 |

| オランダ      | 1 - 1    | エジプト               |
| キーフト 58分 | レポート | アブデルガニ 83分 (PK) |

| スタディオ・ラ・ファヴォリータ（パレルモ） 観客数: 33,421人 主審: エミリオ・ソリアーノ・アラドレン |

| 1990年6月16日 21:00 |

| イングランド | 0 - 0    | オランダ |
|              | レポート |          |

| スタディオ・サンテーリア（カリャリ） 観客数: 35,267人 主審: ゾラン・ペトロヴィッチ |

| 1990年6月17日 17:00 |

| アイルランド | 0 - 0    | エジプト |
|              | レポート |          |

| スタディオ・ラ・ファヴォリータ（パレルモ） 観客数: 33,288人 主審: マルセル・ファン・ランゲンホーフェ |

| 1990年6月21日 21:00 |

| イングランド | 1 - 0    | エジプト |
| ライト 59分  | レポート |          |

| スタディオ・サンテーリア（カリャリ） 観客数: 34,959人 主審: クルト・レトリスベルガー |

| 1990年6月21日 21:00 |

| アイルランド | 1 - 1    | オランダ      |
| クイン 71分  | レポート | フリット 10分 |

| スタディオ・ラ・ファヴォリータ（パレルモ） 観客数: 33,288人 主審: ミシェル・ヴォートロ |

#### 各組3位チーム
| 組 | チーム         | 勝 点 | 試 合 | 勝 利 | 引 分 | 敗 戦 | 得 点 | 失 点 | 点 差 |
| -- | -------------- | ----- | ----- | ----- | ----- | ----- | ----- | ----- | ----- |
| B  | アルゼンチン   | 3     | 3     | 1     | 1     | 1     | 3     | 2     | +1    |
| D  | コロンビア     | 3     | 3     | 1     | 1     | 1     | 3     | 2     | +1    |
| F  | オランダ       | 3     | 3     | 0     | 3     | 0     | 2     | 2     | 0     |
| E  | ウルグアイ     | 3     | 3     | 1     | 1     | 1     | 2     | 3     | -1    |
| A  | オーストリア   | 2     | 3     | 1     | 0     | 2     | 2     | 3     | -1    |
| C  | スコットランド | 2     | 3     | 1     | 0     | 2     | 2     | 3     | -1    |

### 決勝トーナメント
|  | ラウンド16           | ラウンド16             |                        |       | 準々決勝     | 準々決勝  |                 |                 | 準決勝 | 準決勝 |  |  | 決勝 | 決勝 |
|  |                      |                        |                        |       |              |           |                 |                 |        |        |  |  |      |      |
|  | 6月24日 - ミラノ     |                        |                        |       |              |           |                 |                 |        |        |  |  |      |      |
|  |                      |                        |                        |       |              |           |                 |                 |        |        |  |  |      |      |
|  | 西ドイツ             | 2                      |                        |       |              |           |                 |                 |        |        |  |  |      |      |
|  | 西ドイツ             | 2                      | 7月1日 - ミラノ        |       |              |           |                 |                 |        |        |  |  |      |      |
|  | オランダ             | 1                      |                        |       |              |           |                 |                 |        |        |  |  |      |      |
|  | オランダ             | 1                      | 西ドイツ               | 1     |              |           |                 |                 |        |        |  |  |      |      |
|  | 6月23日 - バーリ     |                        | 西ドイツ               | 1     |              |           |                 |                 |        |        |  |  |      |      |
|  |                      | チェコスロバキア       | 0                      |       |              |           |                 |                 |        |        |  |  |      |      |
|  | チェコスロバキア     | チェコスロバキア       | 0                      | 4     |              |           |                 |                 |        |        |  |  |      |      |
|  | チェコスロバキア     |                        | 7月4日 - トリノ        | 4     |              |           |                 |                 |        |        |  |  |      |      |
|  | コスタリカ           | 1                      |                        |       |              |           |                 |                 |        |        |  |  |      |      |
|  | コスタリカ           | 1                      | 西ドイツ (PK)          | 1 (4) |              |           |                 |                 |        |        |  |  |      |      |
|  | 6月26日 - ボローニャ |                        | 西ドイツ (PK)          | 1 (4) |              |           |                 |                 |        |        |  |  |      |      |
|  |                      | イングランド           | 1 (3)                  |       |              |           |                 |                 |        |        |  |  |      |      |
|  | イングランド (aet)   | イングランド           | 1 (3)                  | 1     |              |           |                 |                 |        |        |  |  |      |      |
|  | イングランド (aet)   | 7月1日 - ナポリ        |                        | 1     |              |           |                 |                 |        |        |  |  |      |      |
|  | ベルギー             | 0                      |                        |       |              |           |                 |                 |        |        |  |  |      |      |
|  | ベルギー             | 0                      | イングランド (aet)     | 3     |              |           |                 |                 |        |        |  |  |      |      |
|  | 6月23日 - ナポリ     |                        | イングランド (aet)     | 3     |              |           |                 |                 |        |        |  |  |      |      |
|  |                      | カメルーン             | 2                      |       |              |           |                 |                 |        |        |  |  |      |      |
|  | カメルーン (aet)     | カメルーン             | 2                      | 2     |              |           |                 |                 |        |        |  |  |      |      |
|  | カメルーン (aet)     |                        | 7月8日 - ローマ        | 2     |              |           |                 |                 |        |        |  |  |      |      |
|  | コロンビア           | 1                      |                        |       |              |           |                 |                 |        |        |  |  |      |      |
|  | コロンビア           | 1                      | 西ドイツ               | 1     |              |           |                 |                 |        |        |  |  |      |      |
|  | 6月25日 - ローマ     |                        | 西ドイツ               | 1     |              |           |                 |                 |        |        |  |  |      |      |
|  |                      | アルゼンチン           | 0                      |       |              |           |                 |                 |        |        |  |  |      |      |
|  | イタリア             | アルゼンチン           | 0                      | 2     |              |           |                 |                 |        |        |  |  |      |      |
|  | イタリア             | 6月30日 - ローマ       |                        | 2     |              |           |                 |                 |        |        |  |  |      |      |
|  | ウルグアイ           | 0                      |                        |       |              |           |                 |                 |        |        |  |  |      |      |
|  | ウルグアイ           | 0                      | イタリア               | 1     |              |           |                 |                 |        |        |  |  |      |      |
|  | 6月25日 - ジェノヴァ |                        | イタリア               | 1     |              |           |                 |                 |        |        |  |  |      |      |
|  |                      | アイルランド           | 0                      |       |              |           |                 |                 |        |        |  |  |      |      |
|  | アイルランド (PK)    | アイルランド           | 0                      | 0 (5) |              |           |                 |                 |        |        |  |  |      |      |
|  | アイルランド (PK)    |                        | 7月3日 - ナポリ        | 0 (5) |              |           |                 |                 |        |        |  |  |      |      |
|  | ルーマニア           | 0 (4)                  |                        |       |              |           |                 |                 |        |        |  |  |      |      |
|  | ルーマニア           | 0 (4)                  | イタリア               | 1 (3) |              |           |                 |                 |        |        |  |  |      |      |
|  | 6月26日 - ヴェローナ |                        | イタリア               | 1 (3) |              |           |                 |                 |        |        |  |  |      |      |
|  |                      | アルゼンチン (PK)      | 1 (4)                  |       | 3位決定戦    | 3位決定戦 |                 |                 |        |        |  |  |      |      |
|  | ユーゴスラビア (aet) | アルゼンチン (PK)      | 1 (4)                  | 2     | 3位決定戦    | 3位決定戦 |                 |                 |        |        |  |  |      |      |
|  | ユーゴスラビア (aet) | 6月30日 - フィレンツェ | 6月30日 - フィレンツェ | 2     |              |           | 7月7日 - バーリ | 7月7日 - バーリ |        |        |  |  |      |      |
|  | スペイン             | 6月30日 - フィレンツェ | 6月30日 - フィレンツェ | 1     |              |           | 7月7日 - バーリ | 7月7日 - バーリ |        |        |  |  |      |      |
|  | スペイン             | ユーゴスラビア         | 0 (2)                  | 1     | イタリア     | 2         |                 |                 |        |        |  |  |      |      |
|  | 6月24日 - トリノ     | ユーゴスラビア         | 0 (2)                  |       | イタリア     | 2         |                 |                 |        |        |  |  |      |      |
|  |                      | アルゼンチン (PK)      | 0 (3)                  |       | イングランド | 1         |                 |                 |        |        |  |  |      |      |
|  | アルゼンチン         | アルゼンチン (PK)      | 0 (3)                  | 1     | イングランド | 1         |                 |                 |        |        |  |  |      |      |
|  | アルゼンチン         |                        |                        | 1     |              |           |                 |                 |        |        |  |  |      |      |
|  | ブラジル             | 0                      |                        |       |              |           |                 |                 |        |        |  |  |      |      |
|  | ブラジル             | 0                      |                        |       |              |           |                 |                 |        |        |  |  |      |      |

#### 1回戦
| 1990年6月23日 17:00 |

| カメルーン        | 2 - 1 (延長) | コロンビア     |
| ミラ 106分, 109分 | レポート     | レディン 116分 |

| スタディオ・サン・パオロ（ナポリ） 観客数: 50,026人 主審: トゥリオ・ラネーゼ |

| 1990年6月23日 21:00 |

| チェコスロバキア                          | 4 - 1    | コスタリカ      |
| スクラビー 11分, 62分, 82分 · クビク 78分 | レポート | ゴンザレス 55分 |

| スタディオ・サン・ニコラ（バーリ） 観客数: 47,673人 主審: ジークフリート・キルシェン |

| 1990年6月24日 17:00 |

| ブラジル | 0 - 1    | アルゼンチン    |
|          | レポート | カニーヒア 81分 |

| スタディオ・デッレ・アルピ（トリノ） 観客数: 61,381人 主審: ジョエル・キニウ |

| 1990年6月24日 21:00 |

| 西ドイツ                          | 2 - 1    | オランダ           |
| クリンスマン 51分 · ブレーメ 82分 | レポート | クーマン 89分 (PK) |

| スタディオ・サン・シーロ（ミラノ） 観客数: 74,559人 主審: フアン・カルロス・ロウスタウ |

| 1990年6月25日 17:00 |

| アイルランド                                           | 0 - 0 (延長) | ルーマニア                             |
|                                                        | レポート     |                                        |
|                                                        | PK戦         |                                        |
| シーディ ホートン タウンゼント カスカリーノ オレアリー | 5 - 4        | ハジ ルプ ロタリウ ルペスク ティモフテ |

| スタディオ・ルイジ・フェッラーリス（ジェノヴァ） 観客数: 31,818人 主審: ジョゼ・ロベルト・ライト |

| 1990年6月25日 21:00 |

| イタリア                        | 2 - 0    | ウルグアイ |
| スキラッチ 65分 · セレーナ 85分 | レポート |            |

| スタディオ・オリンピコ（ローマ） 観客数: 73,303人 主審: ジョージ・コートニー |

| 1990年6月26日 17:00 |

| スペイン      | 1 - 2 (延長) | ユーゴスラビア              |
| サリナス 83分 | レポート     | ストイコヴィッチ 77分, 92分 |

| スタディオ・マルカントニオ・ベンテゴディ（ヴェローナ） 観客数: 35,500人 主審: アロン・シュミットフーバー |

| 1990年6月26日 21:00 |

| イングランド   | 1 - 0 (延長) | ベルギー |
| プラット 119分 | レポート     |          |

| スタディオ・レナート・ダッラーラ（ボローニャ） 観客数: 34,520人 主審: ペーター・ミケルセン |

#### 準々決勝
| 1990年6月30日 17:00 |

| ユーゴスラビア                                                                 | 0 - 0 (延長) | アルゼンチン                                           |
|                                                                                | レポート     |                                                        |
|                                                                                | PK戦         |                                                        |
| ストイコヴィッチ プロシネチュキ サヴィチェヴィッチ ブルノヴィッチ ハジベギッチ | 2 - 3        | セリスエラ ブルチャガ マラドーナ トログリオ デゾッティ |

| スタディオ・コムナーレ（フィレンツェ） 観客数: 38,971人 主審: クルト・レトリスベルガー |

| 1990年6月30日 21:00 |

| イタリア        | 1 - 0    | アイルランド |
| スキラッチ 38分 | レポート |              |

| スタディオ・オリンピコ（ローマ） 観客数: 73,303人 主審: カルロス・シルヴァ・ヴァレンテ |

| 1990年7月1日 17:00 |

| 西ドイツ           | 1 - 0    | チェコスロバキア |
| マテウス 24分 (PK) | レポート |                  |

| スタディオ・サン・シーロ（ミラノ） 観客数: 73,347人 主審: ヘルムート・コール |

| 1990年7月1日 21:00 |

| イングランド                                   | 3 - 2 (延長) | カメルーン                     |
| プラット 25分 · リネカー 83分 (PK), 105分 (PK) | レポート     | クンデ 63分 (PK) · エケケ 65分 |

| スタディオ・サン・パオロ（ナポリ） 観客数: 55,205人 主審: エドガルド・コデサル |

#### 準決勝
| 1990年7月3日 20:00 |

| イタリア                                                 | 1 - 1 (延長) | アルゼンチン                                          |
| スキラッチ 17分                                          | レポート     | カニーヒア 67分                                       |
|                                                          | PK戦         |                                                       |
| バレージ バッジョ デ・アゴスティーニ ドナドーニ セレーナ | 3 - 4        | セリスエラ ブルチャガ オラルティコエチェア マラドーナ |

| スタディオ・サン・パオロ（ナポリ） 観客数: 59,978人 主審: ミシェル・ヴォートロ |

| 1990年7月4日 20:00 |

| 西ドイツ                          | 1 - 1 (延長) | イングランド                                 |
| ブレーメ 59分                     | レポート     | リネカー 82分                                |
|                                   | PK戦         |                                              |
| ブレーメ マテウス リードレ トーン | 4 - 3        | リネカー ベアズリー プラット ピアース ワドル |

| スタディオ・デッレ・アルピ（トリノ） 観客数: 62,628人 主審: ジョゼ・ロベルト・ライト |

#### 3位決定戦
| 1990年7月7日 20:00 |

| イタリア                             | 2 - 1    | イングランド  |
| バッジョ 70分 · スキラッチ 85分 (PK) | レポート | プラット 80分 |

| スタディオ・サン・ニコラ（バーリ） 観客数: 51,426人 主審: ジョエル・キニウ |

#### 決勝
| 1990年7月8日 20:00 |

| 西ドイツ           | 1 - 0    | アルゼンチン |
| ブレーメ 85分 (PK) | レポート |              |

| スタディオ・オリンピコ（ローマ） 観客数: 73,603人 主審: エドガルド・コデサル |

| 西ドイツ | アルゼンチン |

| GK                         | 1  | ボド・イルクナー           |      |      |
| SW                         | 5  | クラウス・アウゲンターラー |      |      |
| CB                         | 6  | ギド・ブッフバルト         |      |      |
| CB                         | 4  | ユルゲン・コーラー         |      |      |
| RWB                        | 14 | トーマス・ベルトルト       |      | 73分 |
| LWB                        | 3  | アンドレアス・ブレーメ     |      |      |
| CM                         | 8  | トーマス・ヘスラー         |      |      |
| CM                         | 10 | ローター・マテウス         |      |      |
| CM                         | 7  | ピエール・リトバルスキー   |      |      |
| CF                         | 9  | ルディ・フェラー           | 52分 |      |
| CF                         | 18 | ユルゲン・クリンスマン     |      |      |
| 控え選手:                  |    |                            |      |      |
| GK                         | 12 | ライモント・アウマン       |      |      |
| DF                         | 2  | シュテファン・ロイター     |      | 73分 |
| MF                         | 15 | ウーベ・バイン             |      |      |
| MF                         | 20 | オラフ・トーン             |      |      |
| FW                         | 13 | カール＝ハインツ・リードレ |      |      |
| 監督:                      |    |                            |      |      |
| フランツ・ベッケンバウアー |    |                            |      |      |

| GK                 | 12 | セルヒオ・ゴイコチェア     |          |      |
| SW                 | 20 | フアン・シモン             |          |      |
| CB                 | 18 | ホセ・セリスエラ           |          |      |
| CB                 | 19 | オスカル・ルジェリ         |          | 46分 |
| RWB                | 4  | ホセ・バスアルド           |          |      |
| LWB                | 17 | ロベルト・センシーニ       |          |      |
| DM                 | 13 | ネストル・ロレンソ         |          |      |
| CM                 | 7  | ホルヘ・ブルチャガ         |          | 53分 |
| CM                 | 21 | ペドロ・トログリオ         | 84分     |      |
| SS                 | 10 | ディエゴ・マラドーナ       | 87分     |      |
| CF                 | 9  | グスタボ・デソッティ       | 5分 87分 |      |
| 控え選手:          |    |                            |          |      |
| GK                 | 22 | ファビアン・カンセラリッチ |          |      |
| DF                 | 5  | エドガルド・バウサ         |          |      |
| DF                 | 15 | ペドロ・モンソン           | 65分     | 46分 |
| FW                 | 6  | ガブリエル・カルデロン     |          | 53分 |
| FW                 | 3  | アベル・バルボ             |          |      |
| 監督:              |    |                            |          |      |
| カルロス・ビラルド |    |                            |          |      |

## 優勝国
| 1990 FIFAワールドカップ優勝国 |
| ----------------------------- |
| · 西ドイツ · 4大会ぶり3回目   |

## 得点ランキング
出典
| 順位 | 選手名                     | 国籍             | 得点数 |
| ---- | -------------------------- | ---------------- | ------ |
| 1    | サルヴァトーレ・スキラッチ | イタリア         | 6      |
| 2    | トマーシュ・スクラビー     | チェコスロバキア | 5      |
| 3    | ゲーリー・リネカー         | イングランド     | 4      |
| 3    | ローター・マテウス         | 西ドイツ         | 4      |
| 3    | ロジェ・ミラ               | カメルーン       | 4      |
| 3    | ミチェル                   | スペイン         | 4      |
| 7    | アンドレアス・ブレーメ     | 西ドイツ         | 3      |
| 7    | ユルゲン・クリンスマン     | 西ドイツ         | 3      |
| 7    | ルディ・フェラー           | 西ドイツ         | 3      |
| 7    | デビッド・プラット         | イングランド     | 3      |

## 表彰
- FIFAフェアプレー賞： イングランド[70]

### 個人賞
出典
| 賞                           | 選手名                     | 国籍         | 備考   |
| ---------------------------- | -------------------------- | ------------ | ------ |
| ゴールデンボール（大会MVP）  | サルヴァトーレ・スキラッチ | イタリア     | 3位    |
| シルバーボール               | ローター・マテウス         | 西ドイツ     | 優勝   |
| ブロンズボール               | ディエゴ・マラドーナ       | アルゼンチン | 準優勝 |
| ゴールデンシューズ（得点王） | サルヴァトーレ・スキラッチ | イタリア     | 6得点  |

## 最終順位
大会終了後、FIFAはワールド・カップ本大会に出場した全チームの競技結果、勝敗や得失点などの統計に基づく最終順位を発表した。
| #                  | チーム           | 組 | 試 | 勝 | 分 | 敗 | 得 | 失 | 差  | 点 |
| ------------------ | ---------------- | -- | -- | -- | -- | -- | -- | -- | --- | -- |
| 1                  | 西ドイツ         | D  | 7  | 5  | 2  | 0  | 15 | 5  | +10 | 12 |
| 2                  | アルゼンチン     | B  | 7  | 2  | 3  | 2  | 5  | 4  | +1  | 7  |
| 3                  | イタリア         | A  | 7  | 6  | 1  | 0  | 10 | 2  | +8  | 13 |
| 4                  | イングランド     | F  | 7  | 3  | 3  | 1  | 8  | 6  | +2  | 9  |
| ベスト8敗退        |                  |    |    |    |    |    |    |    |     |    |
| 5                  | ユーゴスラビア   | D  | 5  | 3  | 1  | 1  | 8  | 6  | +2  | 7  |
| 6                  | チェコスロバキア | A  | 5  | 3  | 0  | 2  | 10 | 5  | +5  | 6  |
| 7                  | カメルーン       | B  | 5  | 3  | 0  | 2  | 7  | 9  | -2  | 6  |
| 8                  | アイルランド     | F  | 5  | 0  | 4  | 1  | 2  | 3  | -1  | 4  |
| ベスト16敗退       |                  |    |    |    |    |    |    |    |     |    |
| 9                  | ブラジル         | C  | 4  | 3  | 0  | 1  | 4  | 2  | +2  | 6  |
| 10                 | スペイン         | E  | 4  | 2  | 1  | 1  | 6  | 4  | +2  | 5  |
| 11                 | ベルギー         | E  | 4  | 2  | 0  | 2  | 6  | 4  | +2  | 4  |
| 12                 | ルーマニア       | B  | 4  | 1  | 2  | 1  | 4  | 3  | +1  | 4  |
| 13                 | コスタリカ       | C  | 4  | 2  | 0  | 2  | 4  | 6  | -2  | 4  |
| 14                 | コロンビア       | D  | 4  | 1  | 1  | 2  | 4  | 4  | 0   | 3  |
| 15                 | オランダ         | F  | 4  | 0  | 3  | 1  | 3  | 4  | -1  | 3  |
| 16                 | ウルグアイ       | E  | 4  | 1  | 1  | 2  | 2  | 5  | -3  | 3  |
| グループリーグ敗退 |                  |    |    |    |    |    |    |    |     |    |
| 17                 | ソビエト連邦     | B  | 3  | 1  | 0  | 2  | 4  | 4  | 0   | 2  |
| 18                 | オーストリア     | A  | 3  | 1  | 0  | 2  | 2  | 3  | -1  | 2  |
| 18                 | スコットランド   | C  | 3  | 1  | 0  | 2  | 2  | 3  | −1  | 2  |
| 20                 | エジプト         | F  | 3  | 0  | 2  | 1  | 1  | 2  | -1  | 2  |
| 21                 | スウェーデン     | C  | 3  | 0  | 0  | 3  | 3  | 6  | -3  | 0  |
| 22                 | 韓国             | E  | 3  | 0  | 0  | 3  | 1  | 6  | -5  | 0  |
| 23                 | アメリカ合衆国   | A  | 3  | 0  | 0  | 3  | 2  | 8  | -6  | 0  |
| 24                 | アラブ首長国連邦 | D  | 3  | 0  | 0  | 3  | 2  | 11 | -9  | 0  |